# Rogów (powiat opolski)

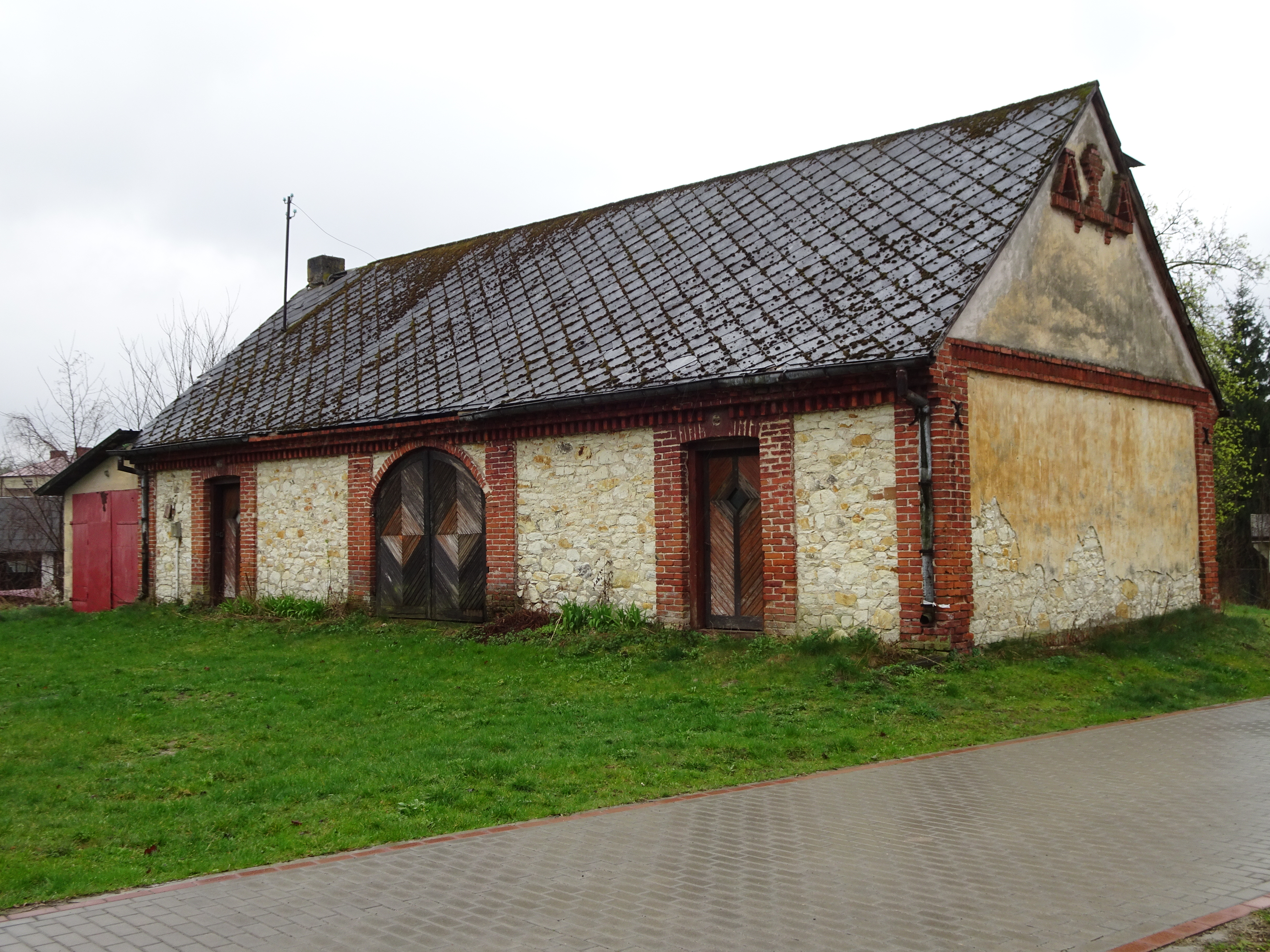
Budynek w tzw. stylu szczekarkowskim

Rogów – wieś w Polsce położona w województwie lubelskim, w powiecie opolskim, w gminie Wilków. Leży nad strugą Jaworzanka  w granicach Kazimierskiego Parku Krajobrazowego.
Wieś stanowi sołectwo w gminie Wilków. Według Narodowego Spisu Powszechnego z roku 2011 wieś liczyła 518 mieszkańców.
Wieś królewska położona była w drugiej połowie XVI wieku w powiecie lubelskim województwa lubelskiego. Niegdyś istniała gmina Rogów. W latach 1975–1998 miejscowość należała administracyjnie do województwa lubelskiego.
Wierni Kościoła rzymskokatolickiego należą do parafii św. Floriana i św. Urszuli w Wilkowie.

## Części wsi
| SIMC    | Nazwa         | Rodzaj             |
| ------- | ------------- | ------------------ |
| 0393494 | Rogów-Kolonia | część miejscowości |

W czasie powodzi, która dotknęła Polskę w maju 2010 Rogów była jedyną wsią gminy Wilków, której nie groziło zalanie. Pod wodą znalazło się wówczas 90 procent powierzchni gminy, w tym 23 wioski. Na terenie szkoły w Rogowie byli umieszczani ludzie z zalanych terenów.

## Historia
Wieś znana w dokumentach źródłowych od 1409 roku, stanowiła własność podzieloną króla i szlachecką. W latach 1409–1429 dziedzicem wsi był Dziersław z Rogowa i Podgórza. W roku 1454 szlachetny Jakub Słotwiński sprzedaje wójtostwo w Rogowie Grotowi tenutariuszowi kazimierskiemu.
W roku 1512 król Zygmunt I Stary zezwala Mikołajowi Firlejowi wojewodzie lubelskiemu wykupić wieś Rogów z rąk tenutariuszy braci Bireckich. Dziesięć lat później w 1522 król Zygmunt I zezwala Mikołajowi Firlejowi kasztelanowi krakowskiemu na zastawienie wsi Rogów Mikołajowi Skokowskiemu i jego żonie Zofii, w tym samym roku Zygmunt I nadaje Rogów w wieczyste posiadanie Mikołajowi Firlejowi.
Rogów w wieku XIX stanowił wieś w powiecie nowoaleksandryjskim (puławskim), gminie Rogów, parafii Wilków. Według spisu z 1827 roku było we wsi 50 domów i 354 mieszkańców.
W połowie XV wieku Rogów był wsią w parafii Wilków, wieś była własnością Mikołaja Kazimierskiego herbu Rawa, miała 13 łanów kmiecych, z których dawano dziesięcinę, wartości 10 grzywien, klasztorowi św. Krzyża benedyktynów. Zbigniew Oleśnicki, biskup Krakowski, domagał się tej dziesięciny na rzecz biskupstwa, lecz Jarosław, biskup Laodycejski, i Jan, proboszcz z Obrazowa, oficjał sandomierski, rozstrzygnęli to sprawę na korzyść klasztoru św. Krzyża co stało się w roku 1442.
Z folwarku płacono dziesięcinę do Wilkowa (Długosz L.B. t. III, s.251).
Rogów jako gmina należy do sądu gminnego okręgu IV w Kolanówce, stacja pocztowa najbliżej w Kazimierzu, siedziba urzędu gminy mieściła się w Rogowie. W skład gminy wchodzą: Dąbrówka folwark, Dobre, Mięćmierz, Podgórz, Kolanówka, Rogów, Uściąż, Wólka, Zagajnie, Zastów Polanowski, Zastów Karczmiski.